# Щоденник дурня (фільм)
Щоденник дурня — шведський короткометражний фільм 1968 року зрежисований Яном Бергвістом. Фільм знімали Руна Еріксон і Рольф Вертгаймер. Автори фільму надихалися розповіддю Миколи Гоголя «Записки сумашедшого», опублікованою у 1835 році, і у шведському перекладі 1886 року під назвою «Щоденник безумного».

## У ролях
- Міммо Волландер
- Крістер Гольмгрен
- Ян Бергвіст
- Матіас Генріксон
- Ерік Густафсон
- Андерс Белінг
- Крістер Юнге
- Карстен Енгстрем
- Гокан Седерберг[2].